# Morski zekani
Morski zekani (lat. Aplysia) su rod iz porodice Aplysiidae,  golih morskih puževa iz reda Opisthobranchia s dva para ticala, mrke boje. Neke vrste mogu doseći ogromnu veličinu. Primjer je Aplysia vaccaria koji veličinom i do 75 cm spadaju među najveće poznate puževe. Vremenom su izgubili kućicu, koja se još samo kao rudiment nalazi u unutrašnjosti njihovog tijela.
Naročito veliki neuroni čine ove životinje izvrsnim objektom istraživanja neurologije.
Uz puno mašte, stražnja ticala morskih zekana podsjećaju na zečje uši, pa otuda i ime cijelog roda.

## Način života
Neke vrste mogu plivati uz pomoć bočnih nabora, druge su pravi bentosi.
Mnoge vrste imaju posebnu osobitost da radi obrane izbace oblak intenzivno ljubičaste boje. Prema dosadašnjim saznanjima, oni boju za ovaj oblak dobivaju iz pojedenih crvenih algi. Pored toga, radi zaštite od neprijatelja, u svom tijelu odlažu otrov Aplysiatoksin, koji morski zekani dobivaju hraneći se plavim algama (cijanobakterije). Kao izvor cijanobakterija naročito se navode plave alge iz roda Lyngbya. Poznate su i neke druge vrste plavih algi iz rodova Schizothrix i Planktothrix koje također sadrže Aplysiatoxin.

## Sistematika
- Aplysia brasiliana (pjegavi morski zekan) Rang, 1828. (možda = Aplysia fasciata)
  - nastanjuje: zapadni Atlantik, od New Jerseyja do Brazilije; istočni Atlantik oko Gane)
  - dužina: do 27 cm
  - boja: različita
- Aplysia californica (Kalifornijski morski zekan, crni kalifornijski morski zekan) J.G. Cooper, 1863.
- Aplysia cedrocensis Bartsch & Rehder, 1939.
- Aplysia cervina Dall i Simpson, 1901.
- Aplysia dactylomela (crnokrugi morski zekan) Rang, 1828.
  - nastanjuje: sva tropska mora i mora umjerenih područja
  - boja: od svijetlosive preko zelene do tamno smeđe
  - veliki crni prstenovi na površini; ne može plivati
- Aplysia depilans (marmorirani morski zekan) Johann Friedrich Gmelin, 1791. 
  - nastanjuje: istočni Atlantik, Sredozemno more
  - tanka, unutrašnja školjka; relativno rado pliva
- Aplysia donca Ev. Marcus i Er. Marcus, 1960.
  - nastanjuje: zapadni Atlantik uz obale sjeverne Amerike
- Aplysia extraordinaria Allan, 1932. (možda = Aplysia gigantea)
  - nastanjuje: obale zapadne Australije, Novi Zeland
  - dužina: više od 40 cm
- Aplysia fasciata Poiret, 1798. (možda = Aplysia brasiliana).
  - nastanjuje: istočni Atlantik, zapadna Afrika
  - dužina: 40 cm
  - boja: tamno smeđa do crna
  - ponekad crvena pruga razdvaja parapodije od usnih ticala
- Aplysia geographica Adams i Reeve, 1850.
- Aplysia gigantea
  - nastanjuje: zapadna Australija
  - dužina: 60 cm
  - boja: tamno smeđa do crna
  - kožne izlučevine su vrlo neprijatne; naplavljeni primjerci izazvali su, navodno, uginuće pasa
- Aplysia juliana Jean René Constant Quoy i Joseph Paul Gaimard, 1832.
  - nastanjuje: sva topla mora širom svijeta
  - boja: različite, od sive do svijetlo smeđe
  - male purpurne žlijezde, zato ne izbacuje oblake s bojom; stražnji dio stopala može koristiti kao prijanjalku
- Aplysia kurodai Baba, 1937.
  - nastanjuje: sjeverozapadni Pacifik
  - dužina: 30 cm
  - boja: tamno smeđa do purpurno crna, prošaran bijelim pjegama
- Aplysia morio (atlantski crni morski zekan) A. E. Verrill, 1901.
  - nastanjuje: istočni Atlantik
  - dužina: 40 cm
  - boja: crna do tamno smeđa, nema pjege
- Aplysia oculifera Adams i Reeve, 1850.
  - nastanjuje: Indijski ocean, zapadni Pacifik
  - male smeđe pjege
- Aplysia parvula (patuljasti zečić) Guilding i Moerch, 1863.
  - nastanjuje: topla i umjerena mora cijelog svijeta
  - dužina: 6 cm
  - boja: smeđe do zelene pjege
- Aplysia punctata (Gepunkteter Seehase) Cuvier, 1803.
  - nastanjuje: Sredozemno more i dijelovi sjeveroistočnog Atlantika
  - dužina: uglavnom 15, najviše 20 cm
  - boja: svijetle pjege i točke na vrlo različitim osnovnim bojama
  - vrlo rijetko pliva
- Aplysia reticulopoda Beeman, 1960.
- Aplysia sagamiana Baba, 1949.
  - nastanjuje: istočna Australija, Japan
- Aplysia sibogae Bergh, 1905. (možda = Aplysia juliana)
- Aplysia sydneyensis Sowerby, 1869.
  - nastanjuje: Australija
  - dužina: 15 cm
  - nije jasno opisan
- Aplysia vaccaria Winkler, 1955. (možda = Aplysia cedrocensis)
  - nastanjuje: kalifornijska obala Pacifika
  - dužina: vrlo velik (do 75 cm)
  - boja: crna
  - purpurna tinta; veliki unutarnji rudiment "kućice"
- Aplysia willcoxi Hellprin, 1886.

## Vanjske poveznice
- http://www.brembs.net/learning/aplysia/aplysia.html
- http://www.seaslugforum.net/